# Euscorpius concinnus
Espèce
Synonymes
- Scorpius concinnus C. L. Koch, 1837
- Euscorpius carpathicus concinnus (C. L. Koch, 1837)

Euscorpius concinnus est une espèce de scorpions de la famille des Euscorpiidae.

## Distribution
Cette espèce est endémique d'Italie. Elle se rencontre en Toscane, en Émilie-Romagne et en Ligurie. Sa présence est incertaine au Piémont, en Ombrie et dans les Marches.

## Description
Le mâle décrit par Vignoli, Salomone, Caruso et Bernini en 2005 mesure 29,9 mm et la femelle 28,7 mm.
Le mâle décrit par Tropea et Parmakelis en 2022 mesure 28,26 mm et la femelle 30,18 mm. Euscorpius concinnus mesure de 26 à 35 mm.

## Systématique et taxinomie
Cette espèce a été décrite sous le protonyme Scorpius concinnus par Koch en 1837. Elle est considérée comme sous-espèce d'Euscorpius carpathicus par Caporiacco en 1950. Elle est placée en synonymie avec Euscorpius tergestinus par Fet et Soleglad en 2002. Elle est relevée de sa synonymie par Vignoli, Salomone, Caruso et Bernini en 2005.

## Publication originale
- Koch, 1837 : Die Arachniden. Nurnberg C. H. Zeh‘sche Buchhandlung, vol. 3, no 6, p. 89–115 (texte intégral).